# سینسا
سینسا (به انگلیسی: Sehnsa) یک منطقهٔ مسکونی در پاکستان است که در کشمیر آزاد واقع شده‌است.